# Fourmile (Oregon)
Fourmile az Amerikai Egyesült Államok északnyugati részén, Oregon állam Coos megyéjében elhelyezkedő önkormányzat nélküli település.
A posta 1906–1907-ben működött.